# 大淀警察署
大淀警察署（日语：大淀警察署（おおよどけいさつしょ））為日本大阪府警察所管轄的警察署之一。

## 管轄区域
大阪市北區舊・大淀區域（除曾根崎警察署・天滿警察署管轄區域之外的北區域）

## 所在地
- 大阪市北區中津一丁目5番25號

最近的地鐵站為大阪市營地鐵·御堂筋線·中津站

## 沿革
- 1919年（大正8年）：中津警察署開署。
- 1943年（昭和18年）：改稱大淀警察署。

## 交番
大淀警察署下轄4個交番（派出所）。
- 大淀南交番（大阪市北區大淀南三丁目3番57號）
- 小波派交番（大阪市北區長柄東二丁目3番17號）
- 天神橋七丁目交番（大阪市北區天神橋七丁目1番19號）
- 本庄交番（大阪市北區本庄西二丁目11番19號）

## 外部連接
- 大淀警察署（页面存档备份，存于）
- 大淀警察署 地域安全情報（页面存档备份，存于）